# Fontaine Sainte-Marie-Madeleine
La fontaine Sainte-Marie-Madeleine est située à Saint-Guen en France.

## Localisation
La fontaine est située sur la commune de Saint-Guen, dans le département des Côtes-d'Armor en région Bretagne.

## Historique
La fontaine est recensée à l'inventaire général du patrimoine culturel.

## Galerie

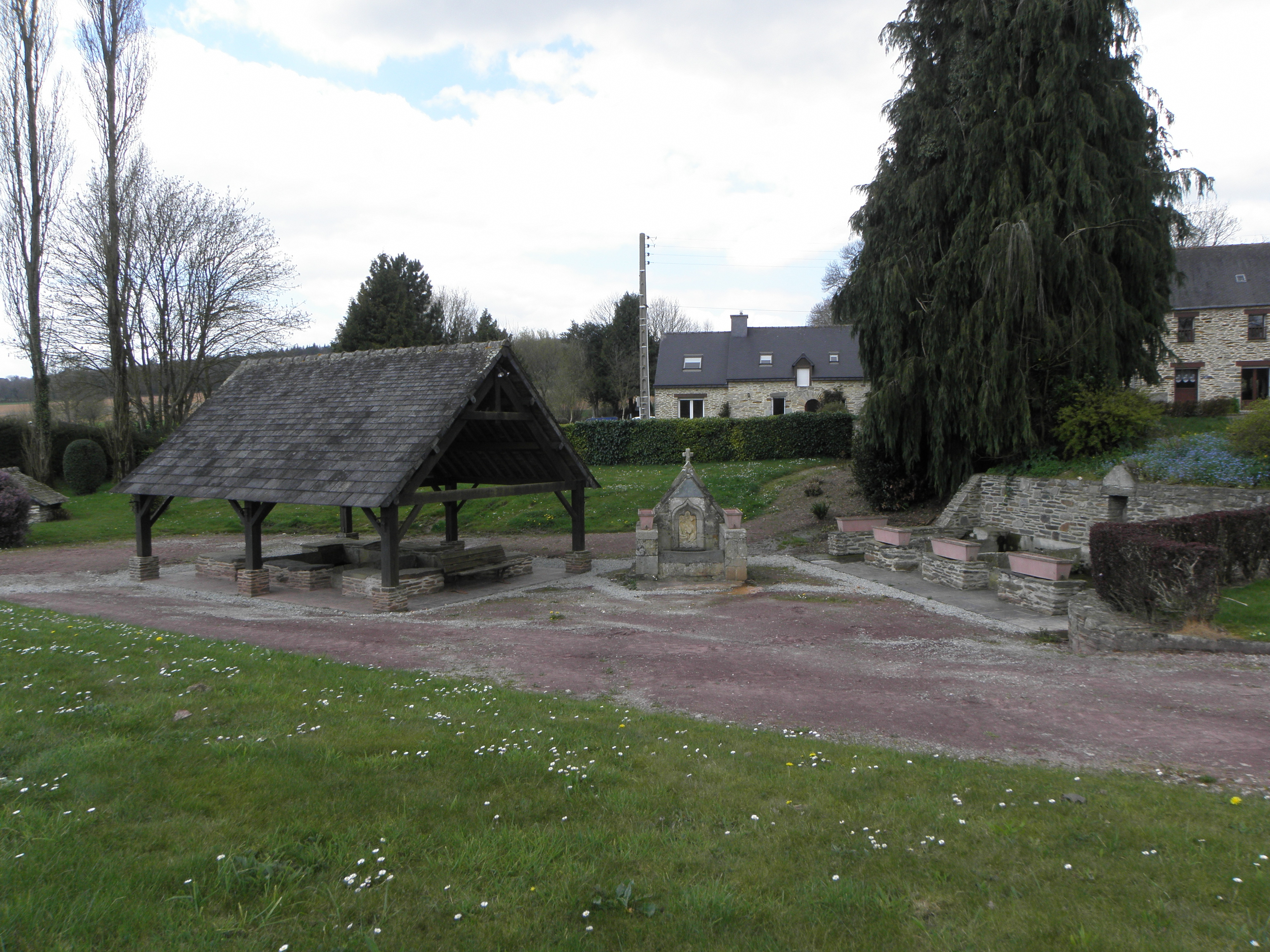
La fontaine Sainte-Marie-Madeleine et les lavoirs attenants.